# شمس حتب
شمس حتب هي المقاطعة الرابعة عشر في التقسيم الإداري مصر القديمة، ومقر عاصمتها هو قرية شطب التي تقع جنوب مدينة أسيوط.
الاسم الصحيح للمقاطعة شس حتب